# Intolerância (1916)
Intolerância   (em inglês:  Intolerance: Love's Struggle Throughout the Ages ou, originalmente em inglês:  Intolerance: A Sun-Play of the Ages) é um filme mudo norte-americano de 1916 dirigido por D. W. Griffith, sendo considerado uma das obras-primas do cinema mudo.
O épico de três horas e meia de duração apresenta quatro linhas narrativas, cada uma com a sua própria tonalidade de cor distinta na impressão original, mas não nas versões atualmente disponíveis, emaranhadas ao longo de um período de 2 500 anos:
- a primeira é um 'melodrama contemporâneo' (1914) envolvendo crime e redenção (tonalidade âmbar)[5];
- a segunda é uma 'história bíblico-galileia' (27) mostrando a missão de Jesus e a sua morte (tonalidade azul)[5];
- a terceira é uma 'história renascentista francesa' com eventos antecedendo o massacre da noite de São Bartolomeu em 1572 (tonalidade sépia)[5];
- a quarta é uma 'história babilónica' à época da queda do Império babilónico perante os Persas em 539 a.C., na batalha de Opis (tonalidade verde-cinza)[5].

As cenas são interligadas por tomadas de uma figura representando a Maternidade Eterna, embalando um berço.
Intolerância foi feito parcialmente em resposta às críticas ao filme anterior de Griffith, The Birth of a Nation, que foi acusado pela NAACP e por outros grupos de perpetuar estereótipos raciais e de glorificar a Ku Klux Klan. Não foi, no entanto, um pedido de desculpas, pois Griffith sentia que não tinha nada pelo que se desculpar; em várias entrevistas, Griffith deixou claro que o título do filme e os temas predominantes eram uma resposta àqueles que, ele sentia, haviam sido intolerantes para com ele em condenar The Birth of a Nation. Nos anos que se seguiram ao seu lançamento, Intolerância influenciou fortemente os movimentos do cinema europeu. Em 1989, foi um dos primeiros filmes selecionados para preservação no Registro Nacional de Filmes dos Estados Unidos.

## Contexto
Griffith concebeu Intolerância em torno de um projeto já iniciado, correspondente ao episódio contemporâneo, após a sua produção anterior, The Birth of a Nation, ter sido acusada de racismo. Sua intenção era representar a mentalidade presente em The Birth of a Nation e que fora muito criticada como uma forma de intolerância, a qual seria uma atitude comum aos homens e o motivo recorrente das ações da humanidade.
A atriz Lillian Gish escreveu em seu livro The Movies, Mr. Griffith and Me, de 1969, que "na literatura sempre se afirmou que o Sr. Griffith havia percebido o tamanho do estrago que ele teria causado com o filme The Birth of a Nation. Intolerância teria que ser entendido como um tipo de explicação. Essa hipóteses são completamente falsas. Sr. Griffith não achava de maneira alguma que seu filme tivesse causado estragos. Ele contou aquilo que considerava ser a verdade da Guerra de Secessão - da maneira como foi contado a ele por aqueles que a vivenciaram. Não havia nenhuma razão para ele dar satisfações sobre o filme. Muito pelo contrário, com Intolerância ele respondeu à sua maneira àqueles que considerava preconceituosos e racistas".
Ele mesmo produziu o filme, tendo feito muitas dívidas para tal. O filme, que segundo as melhores estimativas custou cerca de 2,5 milhões de dólares, foi a produção mais cara até então. Apesar do orçamento milionário o filme foi um grande fracasso nas bilheterias norte-americanas, sendo considerado o primeiro grande fracasso do cinema. A sua produtora, Triangle Studios, foi à falência e Griffith ficou endividado por muitos anos.
O filme foi produzido em meio à eclosão da Primeira Guerra Mundial e sua postura humanista/pacifista, que mostrava o quão cruel o homem pode ser e isso fez com que fosse mal recebido pelo público em um país que estava prestes a entrar em guerra. O apelo de Griffith não foi ouvido e acabou perdido.

## Produção

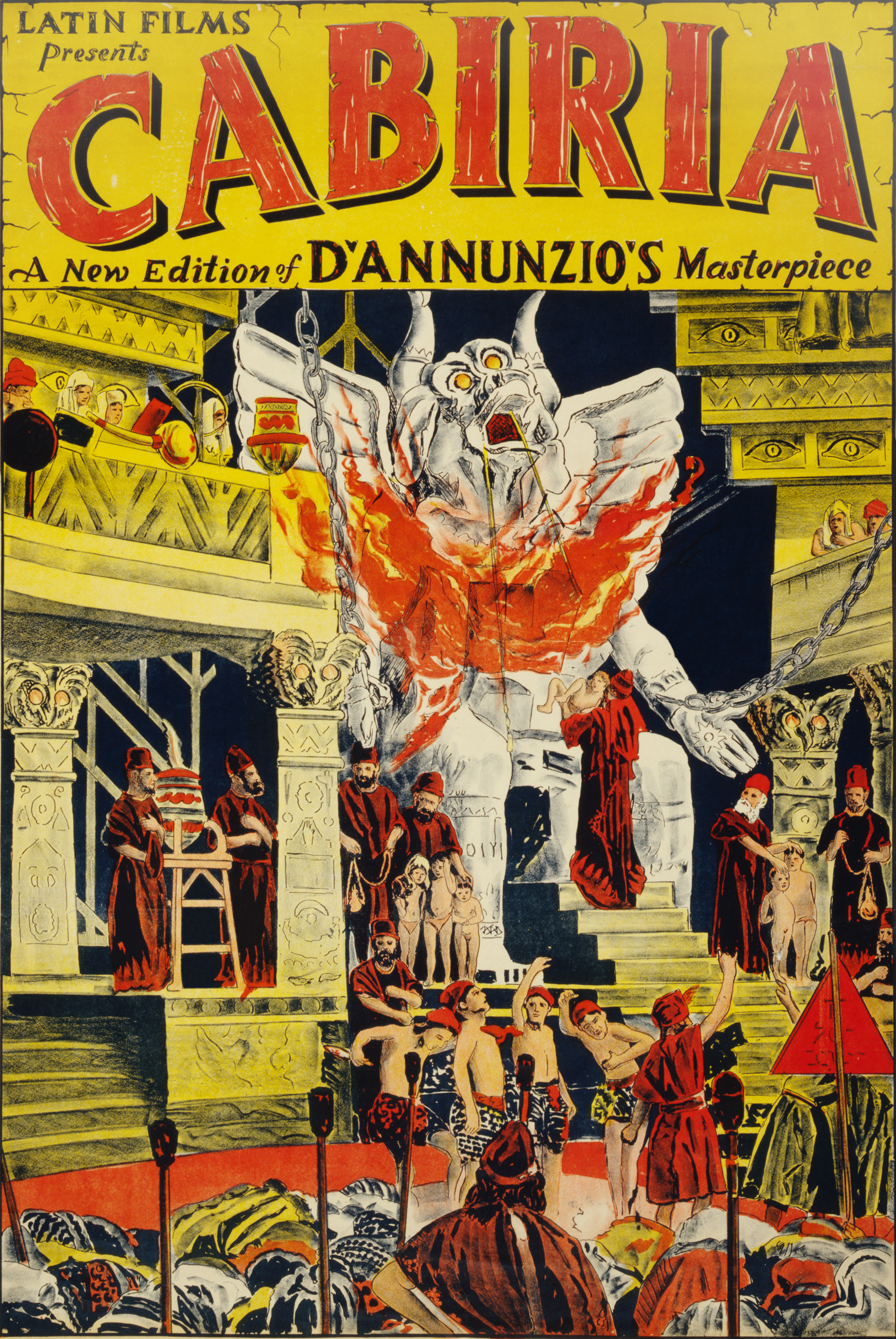
Cabiria, filme que influenciou Griffith a fazer Intolerância.

O elenco do filme foi bem selecionado e organizado. Intolerância tornou-se uma das grandes obras do cinema mudo, [carece de fontes?] [carece de fontes?]
[carece de fontes?]
A quantidade exata investida pelo diretor para fazer o filme é desconhecida, mas estima-se que ele tenha gasto cerca de 2,5 milhões de dólares, uma soma astronómica e sem precedentes na época. No entanto, foi confirmado que o filme custou 385 906 dólares (equivalente a 9 067 000 dólares em 2019), sendo um terço dirigido para gravar as cenas da Babilónia. Ao contrário do que é registado, o filme, apesar de não ter sido bem recebido pelas plateias, rendeu 1 milhão de dólares; contudo, devido ao facto de grande parte do ter sido financiado pelo próprio D. W. Griffith, ele ficou endividado para o resto da vida.

## Estética
O filme é rico no uso das técnicas do close, do suspense, dos movimentos de câmera e principalmente da montagem paralela, na qual Griffith foi pioneiro.
O filme também é rico em panoramas e custou o orçamento faraônico de 2,5 milhões de dólares. Nunca se tinha usado cenas tão gigantescas até este filme. . [carece de fontes?] [carece de fontes?]
O filme deixou enorme presença cultural, estética e histórica na história do cinema. Tendo influenciado, os diretores de clássicos Orson Welles, John Ford, Charles Chaplin, etc. O filme também possui uma estética expressionista.

## Sinopse

### Características
O filme mostra quatro histórias que contam casos de intolerância: na Babilónia; na França, durante o massacre da noite de São Bartolomeu; na Judeia, na época da crucificação de Cristo; e nos Estados Unidos na época em que o filme foi realizado, sendo que as histórias são interligadas pela dramatização de um poema de Walt Whitman.

### História babilónica

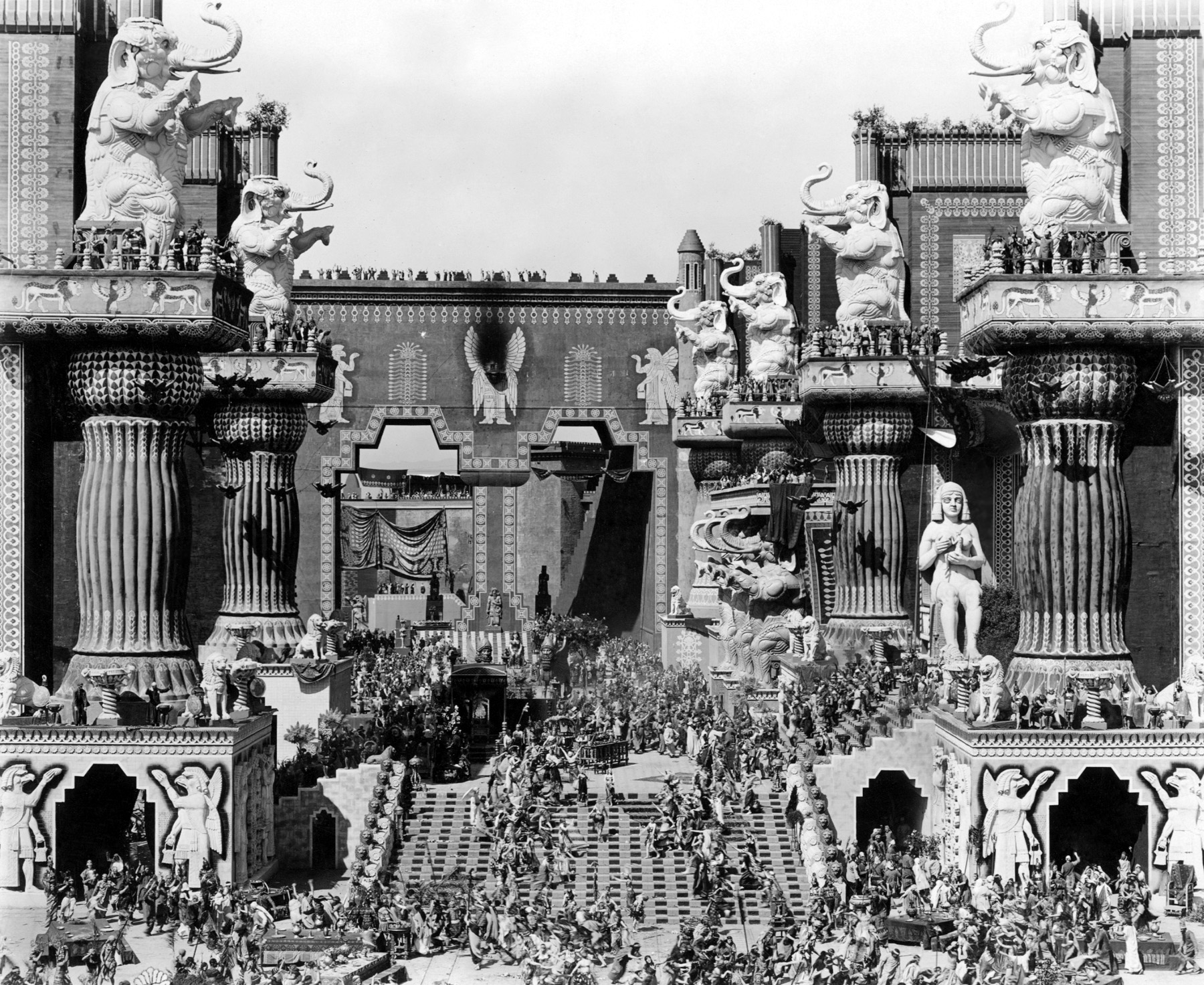
Cena do banquete de Belsazar no pátio central da Babilónia.

No tempo de Belsazar, rei da Babilónia a intolerância era intensa. Lá vivia uma moça das montanhas, muito bela, que tem um amor platónico por Belsazar, rei da Babilónia, que já é casado com uma outra mulher. Tudo que os babilónios querem eles imploram a Ishtar (deusa do amor babilónica) e outros a Bel, porém o Sumo Sacerdote de Bel trai seu país com Ciro. Ishtar é a Deusa na qual eles fazem grandes festejos em sua homenagem, enquanto os persas bárbaros adoram outros deuses. Certa vez o Sumo Sacerdote de Bel, indignado com os babilónios trai seu país e ajuda o rei persa, e mente para Belsazar que previu uma guerra. A moça é vendida no mercado do amor, porém Belsazar chega e liberta ela (ela foi vendida por ter sido acusada de psicopata pelo irmão, o que era mentira). O maior inimigo dele é Ciro, o persa. A partir dali, ela sustenta cada vez mais o seu amor por Belsazar. Na Babilónia ninguém passa pelo portão central que entra a cidade. Certa vez Ciro invade a Babilónia, todo o povo babilónio luta e vence. Com o sofrimento, eles bebem se embriagam fazem grandes cortejos a Ishtar, comem e bebem. No próximo dia, sem os babilónicos saberem de nada, Ciro planeja invadir a Babilónia, e vence a guerra com muitos aplausos e destrói uma civilização e mata Belsazar, sua mulher e a moça da montanha, com uma flechada.

### História galileia

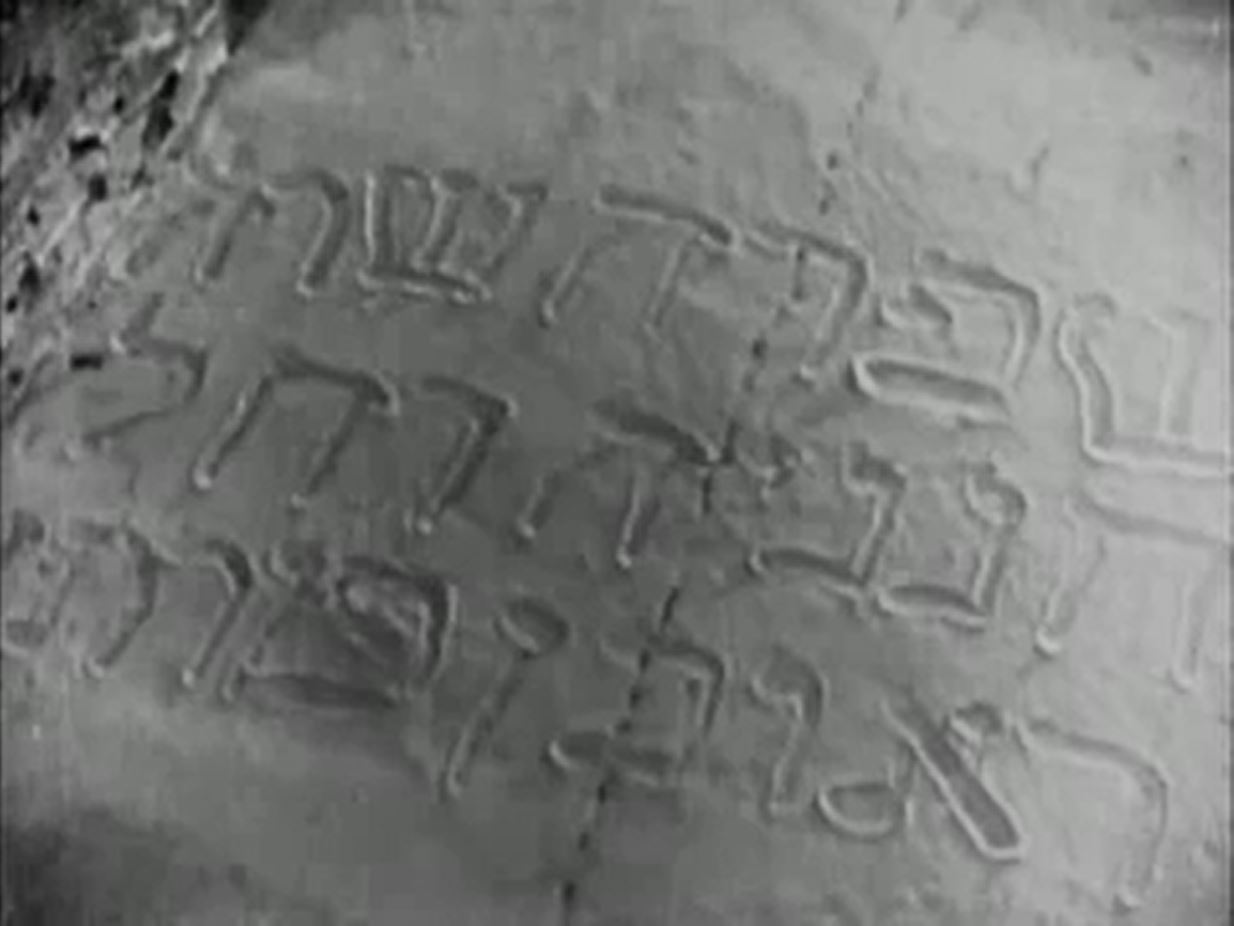
Palavras escritas na areia por Jesus Cristo após uma mulher ter sido apanhada a cometer adultério. Quando a mulher apanhada em adultério é apresentada ao nazareno, Ele escreve algumas palavras na areia num degrau de pedra antes de dizer aos líderes religiosos "Aquele que não tiver pecado entre vocês, que lhe atire a primeira pedra". Esta imagem mostra as palavras escritas na areia.

Os fariseus são homens cheios de intolerância, que sempre quando rezam todos tem de parar a ouvir. Eles odeiam Jesus Cristo por causa da sua humildade, e seu afeto; ele perdoava, gostava das crianças. Por isso eles o difamam injustamente por sua intolerância política, social e religiosa, e seu jeito autoritário e totalitarista. Certa vez, os fariseus condenaram uma mulher por adultério, e Jesus disse: atire a primeira pedra quem nunca pecou, e Ele dá uma chance a mulher, isso irrita muito os fariseus. Porém Judas trai Jesus, que é crucificado mas tem a ressurreição e mostra que a morte é só um obstáculo, segundo o cineasta metodista.

### História francesa

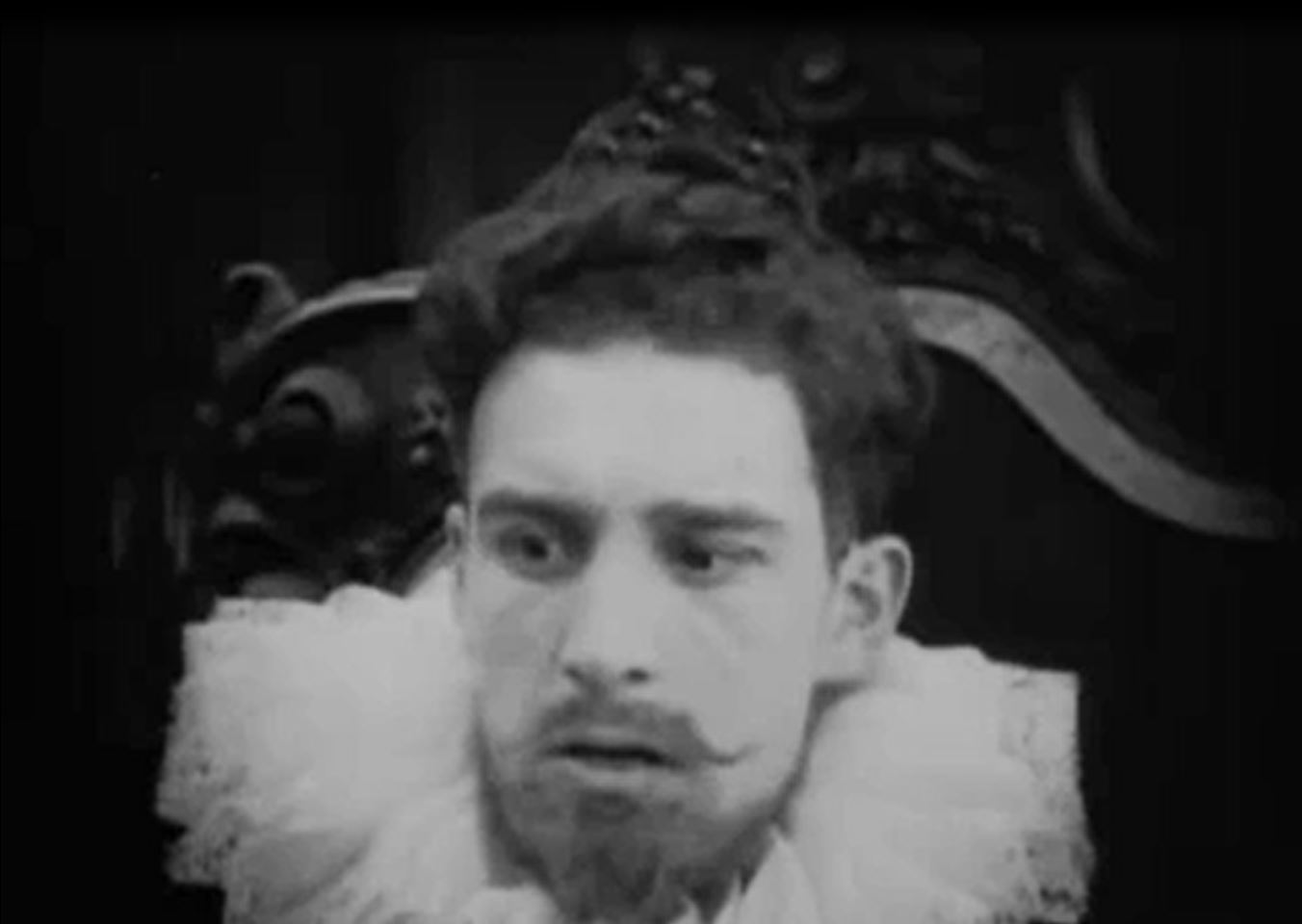
O rei Carlos IX (Frank Bennett) fica consternado quando é solicitado a aprovar o assassinato dos huguenotes protestantes, dizendo "Não consentirei com esta medida intolerante para destruir qualquer um de meu povo." Mais tarde, ele relutantemente concorda e assina um documento aprovando o Massacre da noite de São Bartolomeu.

No tempo de Catarina de Médici a intolerância reina contra os huguenotes, mas ninguém fala nada, pois são mortos, tudo é escondido pela igreja católica. O rei é um homem honesto e justo, mas Catarina o pressiona junto com o irmão do rei, o efeminado Monsieur de la France. Olhos Castanhos é uma moça que está de casamento marcado para o dia de São Bartolomeu com Próspero (os dois são protestantes), é muito linda e conquista quase todos os homens, inclusive um soldado. Ao longo do tempo, o rei se convence que os protestantes estavam invadindo a França e autoriza o massacre de São Bartolomeu, no dia 24 de agosto, e todos os protestantes franceses, são mortos incluindo a linda Olhos Castanhos (por não ter aceitado dar um beijo no soldado), e seu marido, por ter afrontado o exército após a morte de sua amada.

### História moderna

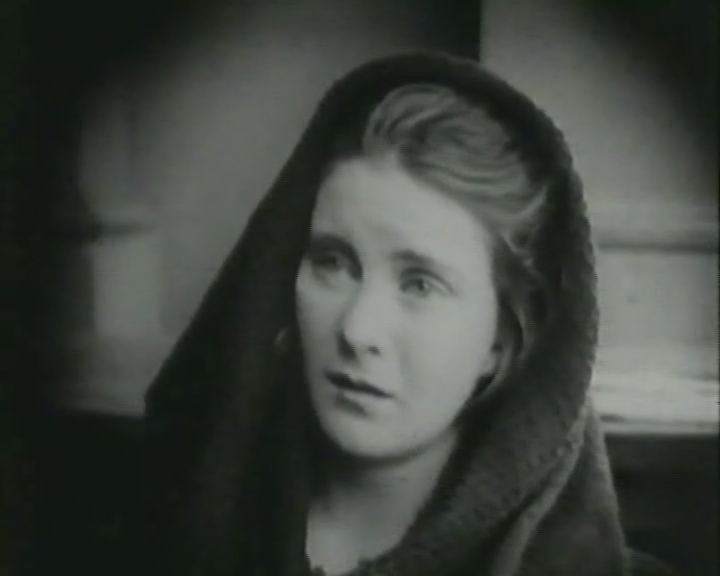
Mae Marsh como a queridinha.

Srta. Jenkins é uma senhora solteira, que é dona de uma fábrica e tem muito contato com seu irmão. Ela nunca aceitou perder a juventude, e sempre está fazendo "caridades". Certo dia ela dá um baile e convida todos os seus funcionários, a filha de um dos funcionários é a Doce Menina. Devido a crise, o irmão de Jenkis, o proprietário, abaixa 10% do salário, que fica muito baixo. Os trabalhadores fazem uma greve e com um fim um tanto trágico com a morte do pai de um rapaz que muda-se para outra cidade, e entra em uma quadrilha, o Mosqueteiro dos Miseráveis. A Doce Menina também muda-se e vai morar com o pai, mas ele morre. Mais tarde o rapaz e a menina tem um relacionamento, e se casam, porém a moça prometeu ao pai antes de morrer prometeu ao pai que não deixaria nem um homem entrar lá. Ela tem um bebê que quase é raptado por algumas damas, após o pai ser preso, acusando a mãe de ser negligente. Mais tarde há um assassinato devido ao ciúme da esposa do chefe da quadrilha que resulta com sua morte e o rapaz pega a arma na mão e é condenado á morte, isso faz com que ele leve a culpa. A Doce Menina convence um oficial a tentar convencer que o rapaz não foi o criminoso, mas o governador não acredita e pega um trem, mas depois a mulher assume o crime, e a tempo eles salvam o inocente.

## Elenco

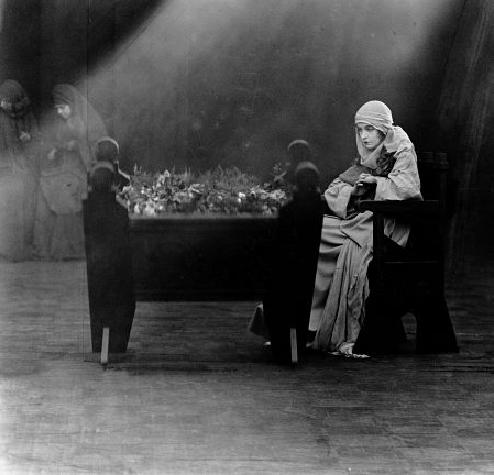
Lillian Gish como a Maternidade Eterna.

- Lilian Gish - Mulher do berço/Maternidade Eterna
- Mae Marsh - A queridinha (história moderna)
- Robert Harron - O garoto (história moderna)
- F. A. Turner - O pai (história moderna)
- Sam de Grasse - Arthur Jenkins (história moderna)
- Vera Lewis - Mary T. Jenkins (história moderna)
- Walter Long - Rato (história moderna)
- Howard Gaye - Cristo (história judaica) e outros
- Olga Grey - Maria Madalena (história judaica)
- Frank Bennett - Charles IX (história francesa)
- Josephine Crowell - Catarina de Médici (história francesa)
- W. E. Lawrence - Henry de Navarre (história francesa)
- Margery Wilson - Olhos Castanhos (história francesa)
- Alfred Paget - Príncipe Belshazzar (hist. babilônica)
- Seena Owen - Princesa Amada (história babilônica)
- Ethel Grey Terry - Favorita do Harém (não-creditada)
- Carmel Myers[13] - Favorita do Harém (não-creditada)
- Noble Johnson - soldado da Babilônia (não-creditado)[14]
- George Walsh - noivo de Canaã (não-creditado)

## Galeria de fotos de cenas do filme

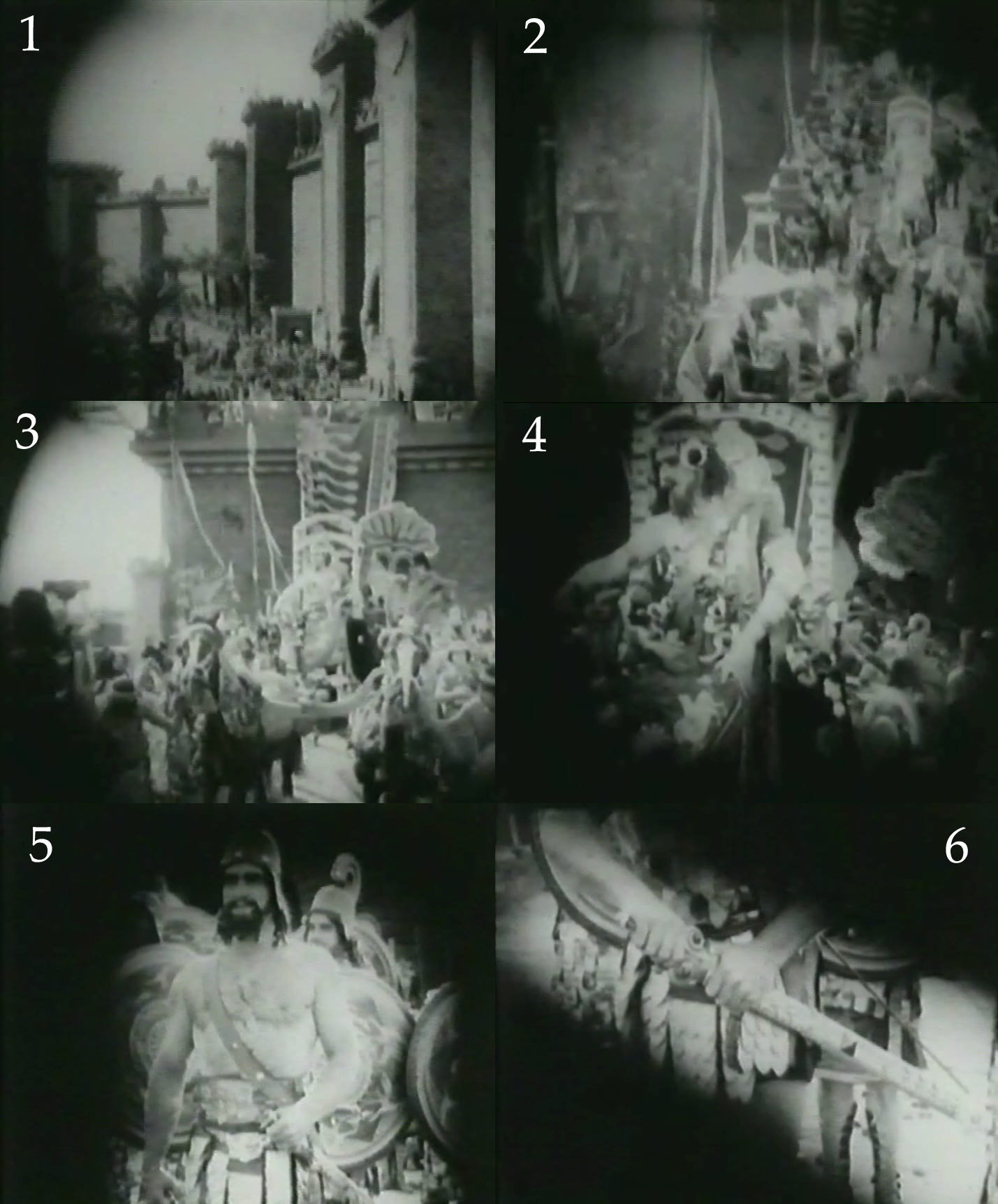
Cena da história babilônica de Belsazar
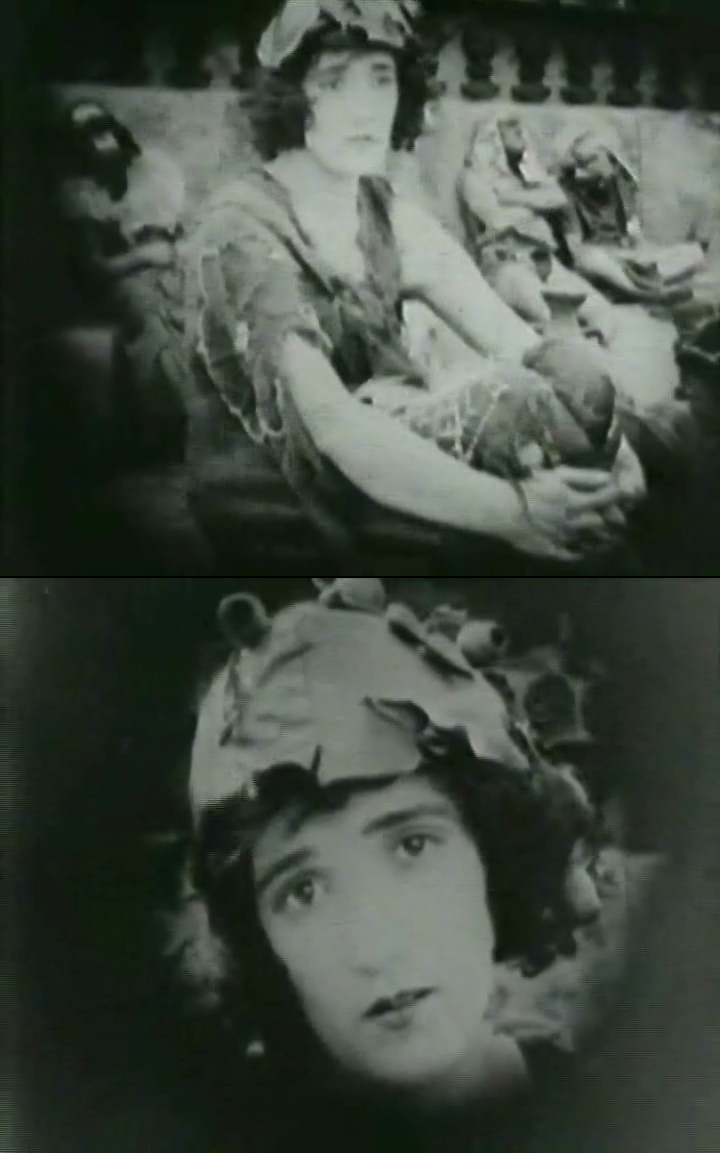
Moça da Montanha (história bailônica)
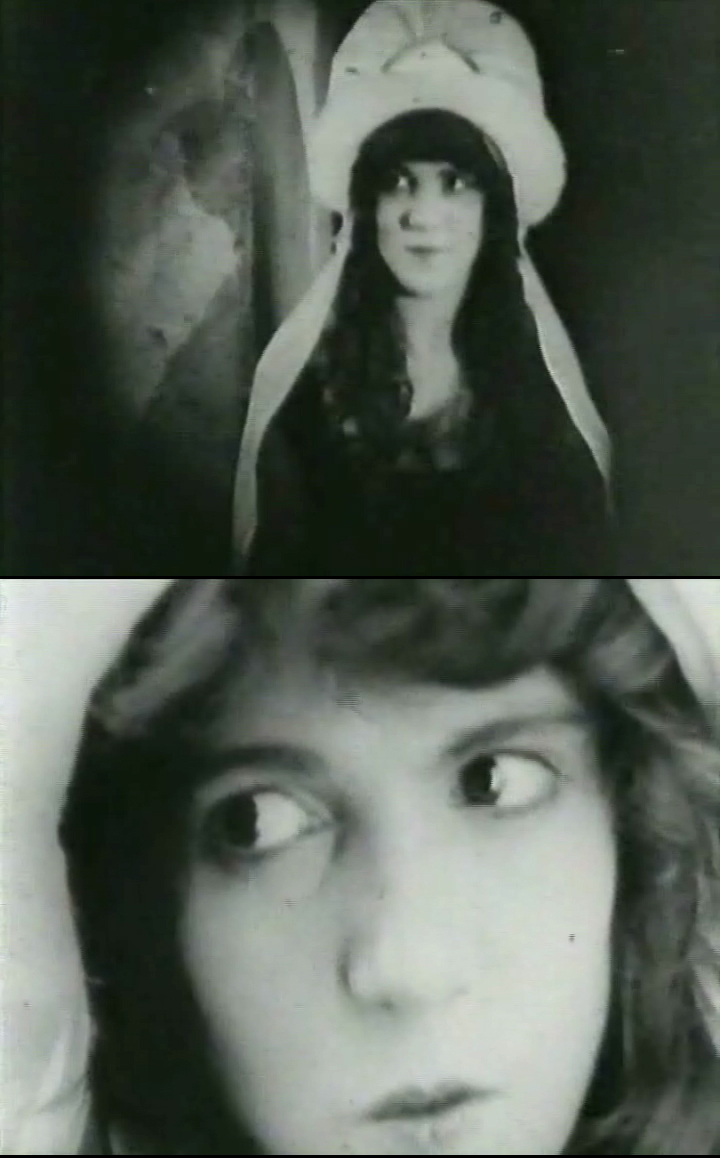
Olhos Castanhos (história francesa)
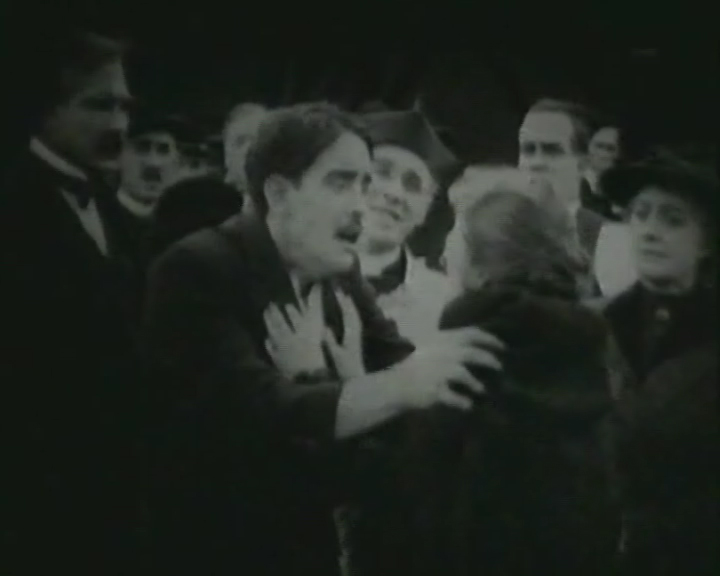
Cena final do filme
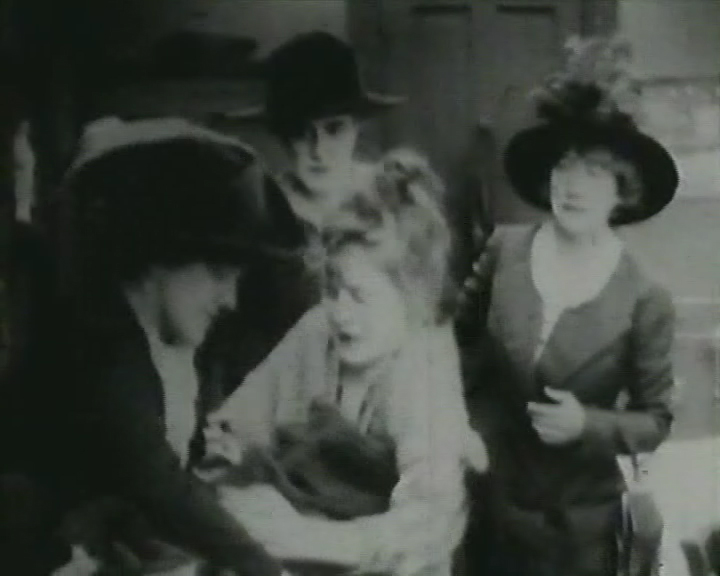
Cena do sequestro do bebé
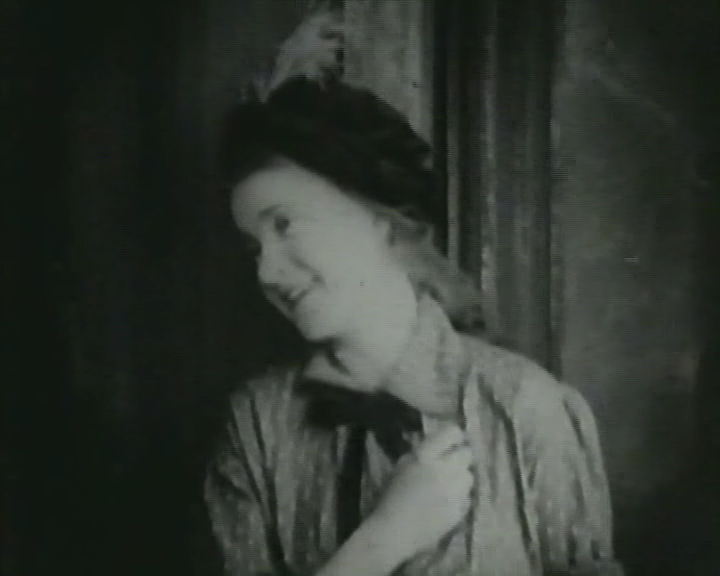
A moça promete só deixar um homem entrar só se casar ao pai (história moderna)
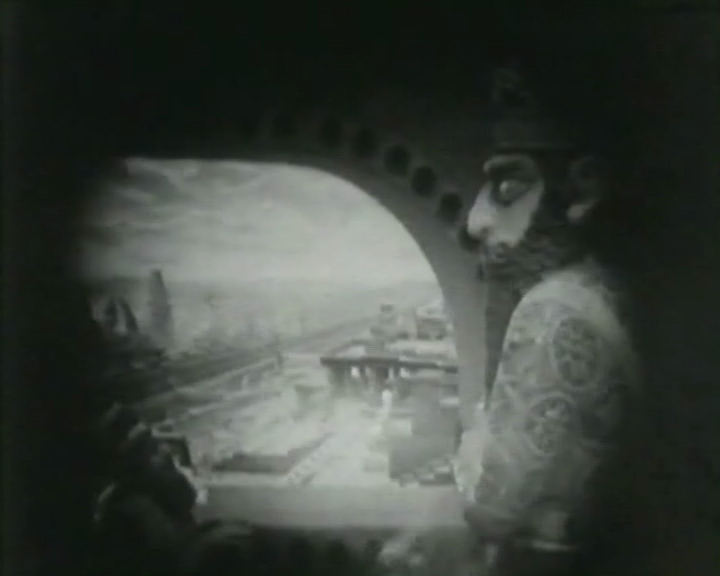
Cena da história babilónica
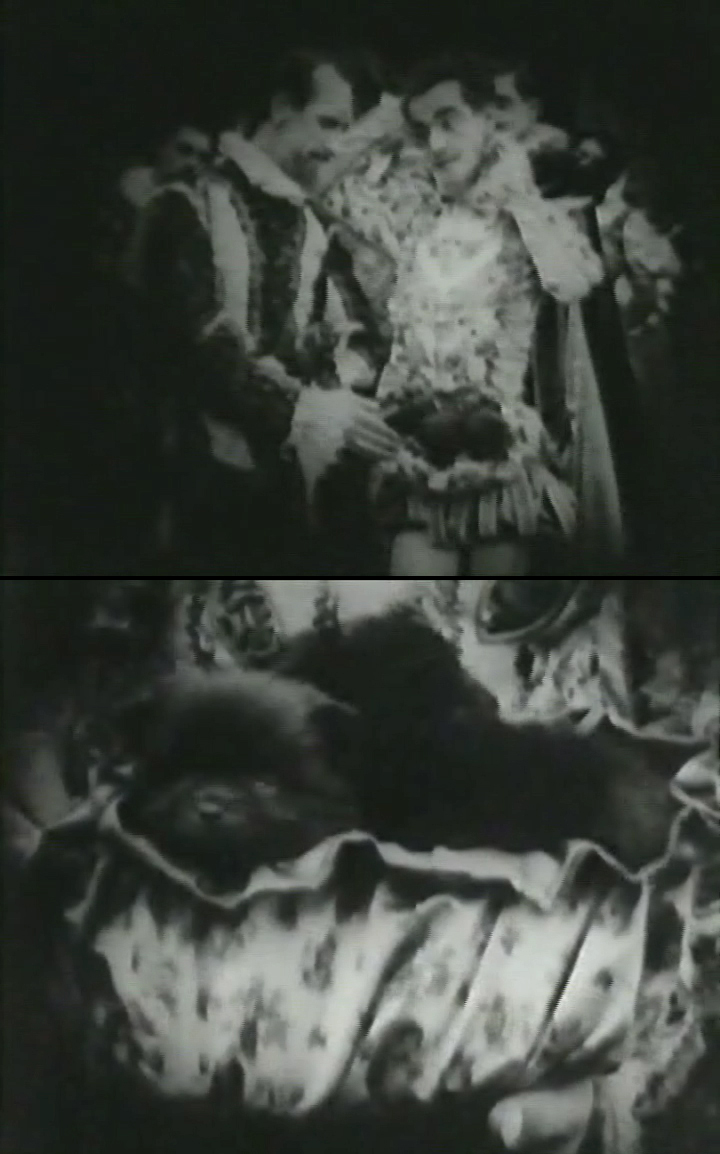
Monsieur de la France
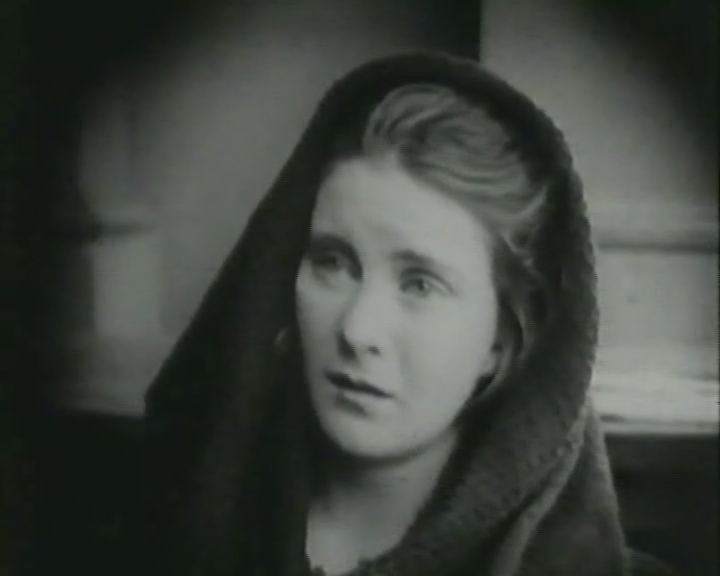
Cena de Intolerância
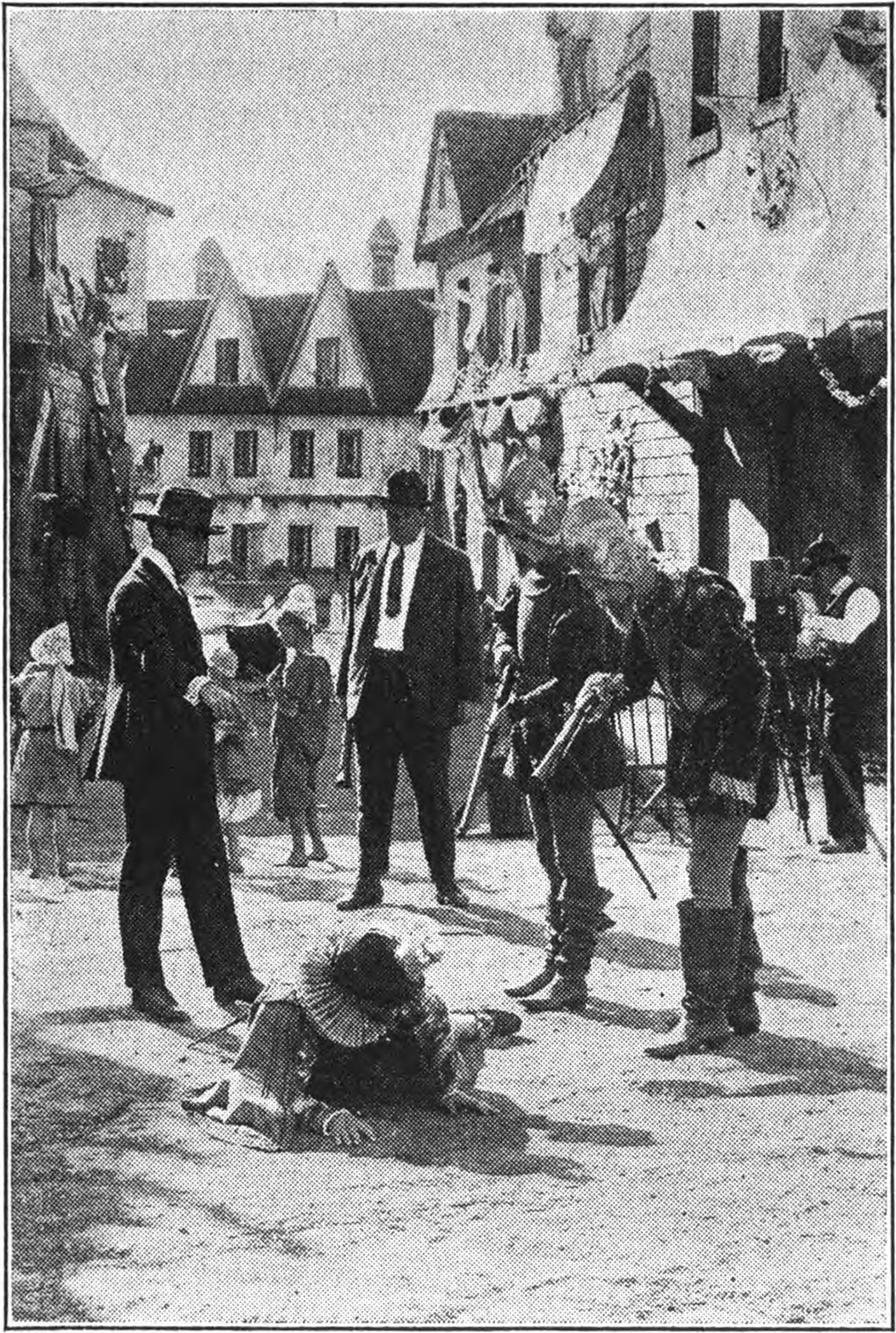
Cena da gravação do filme
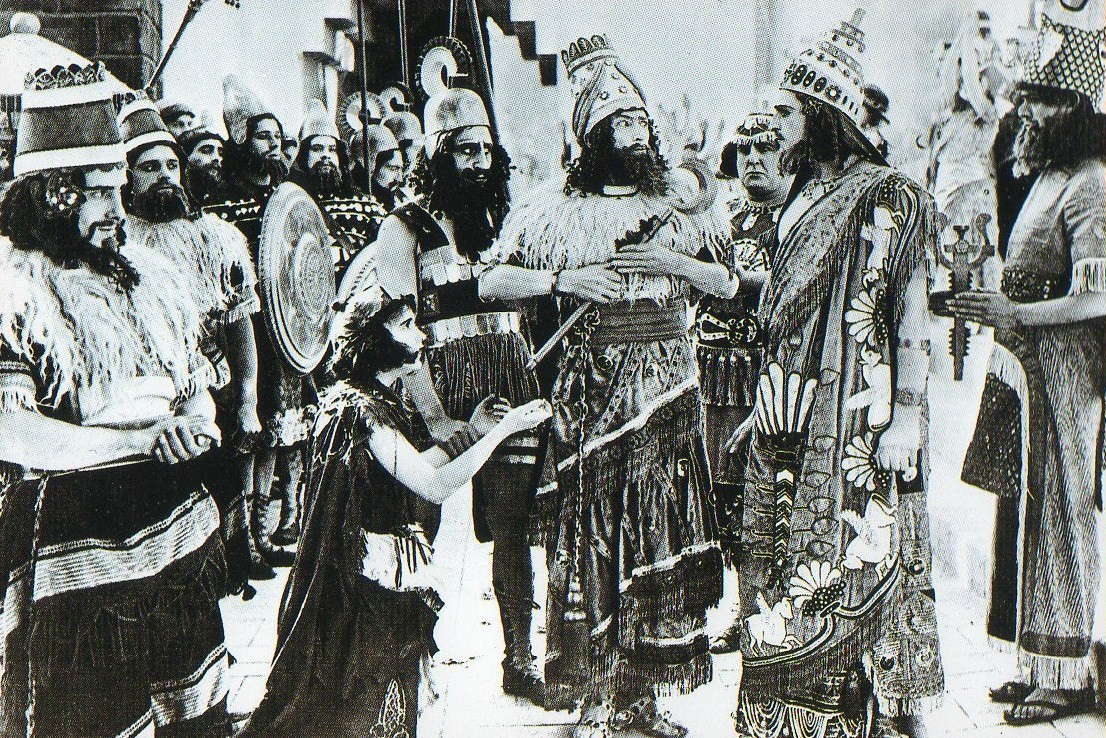
História babilónica
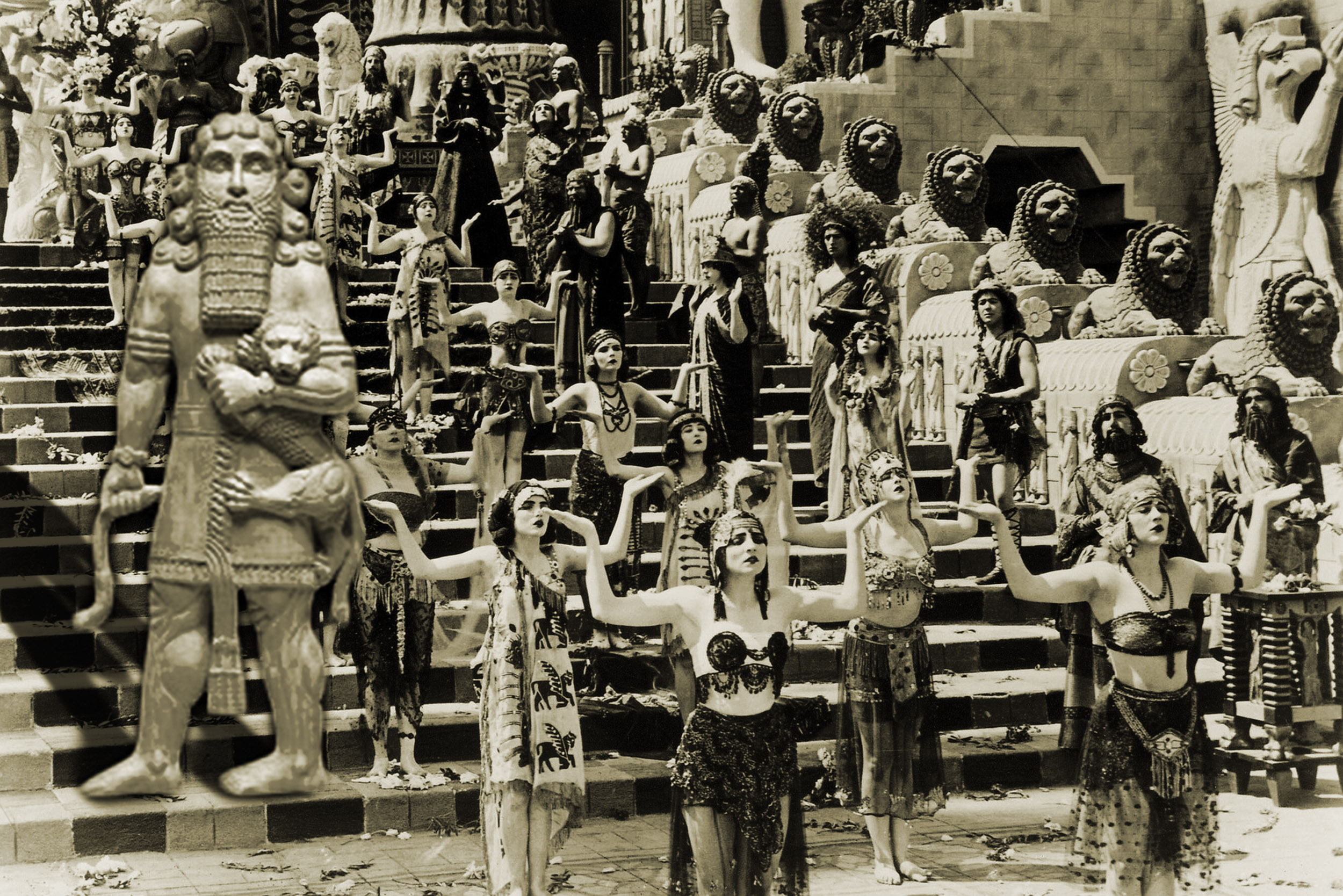
Dançarinas com estátuas babilônicas, incluindo Gilgamesh.

## Versões
Intolerância agora é de domínio público. Existem atualmente quatro versões principais do filme em circulação:
1. The Killiam Shows Version - Extraído de uma impressão de 16 mm de terceira geração, esta versão contém uma partitura de órgão de Gaylord Carter. Com duração de aproximadamente 176 minutos, é a versão mais vista nos últimos anos. Foi lançado em LaserDisc e DVD pela Image Entertainment e é a versão mais completa atualmente disponível em home video, se não a mais longa.
2. The Official Thames Silents Restoration - Em 1989, este filme recebeu uma restauração formal pelos conservacionistas Kevin Brownlow e David Gill. Esta versão, também com 177 minutos, foi preparada pela Thames Television a partir de material original de 35 mm, e seus tons e matizes foram restaurados de acordo com a intenção original de Griffith. Também tem uma partitura orquestral gravada digitalmente por Carl Davis. Foi lançado em VHS nos Estados Unidos brevemente por volta de 1989–1990 pela HBO Video e depois saiu de circulação. Esta versão faz parte da coleção Rohauer. A empresa Rohauer trabalhou em associação com a Thames na restauração. Foi dada uma nova restauração digital pelo Cohen Media Group (que atualmente atua como guardião da biblioteca Rohauer e é o detentor dos direitos autorais desta versão restaurada), e foi reeditada para cinemas selecionados, bem como em DVD e Blu-ray, em 2013. Embora não seja tão completa quanto a versão dos shows de Killiam, esta impressão contém imagens não encontradas nessa impressão em particular.
3. The Kino Version - montada em 2002 pela Kino International, esta versão, retirada de material de 35 mm, é transferida a uma taxa de quadros mais lenta do que as impressões Killiam Shows e Rohauer, resultando num tempo de execução mais longo de 197 minutos. Contém uma partitura orquestral sintética de Joseph Turrin. Um final alternativo para a sequência de "Queda da Babilónia" está incluído no DVD como um suplemento. Esta versão é menos completa do que as de Killiam Shows e Rohauer.
4. The Restored Digital Cinema Version - Restauração realizada pela ZZ Productions em colaboração com o Instituto de Cinema da Dinamarca e a Arte France da versão exibida no Teatro Drury Lane em Londres a 7 de abril de 1917. Esta versão dura aproximadamente 177 minutos e estreou no Festival de Cinema de Veneza a 29 de agosto de 2007 e na Arte a 4 de outubro de 2007[15].

Existem outras versões de DVD e vídeo de domínio público deste filme lançadas por empresas diferentes, cada uma com vários graus de qualidade de imagem, dependendo da fonte que foi usada. A maioria tem uma qualidade de imagem baixa, mas mesmo as versões restauradas de 35 mm exibem danos consideráveis ao filme.
O Internet Movie Database lista o tempo de execução padrão como 163 minutos, que é a duração do DVD lançado por "Public Domain Flicks". O DVD Delta lançado na Região 1 como Intolerance: A Sun Play of the Ages e na Região 2 como Intolerance: Love's Struggle Throughout the Ages chega a 167 minutos. A versão disponível para visualização gratuita no Internet Movie Archive é a restauração Killiam.
O cinegrafista Karl Brown lembrou-se de uma cena com vários membros do harém da Babilônia que apresentava nudez frontal completa. Foi impedido de entrar no set naquele dia, aparentemente por ser muito jovem. Embora haja várias tomadas de escravas e garotas de harém ao longo do filme (que foram feitas por outro diretor sem o envolvimento de Griffith), a cena que Brown descreve não está em nenhuma versão sobrevivente.
Também é sabido que um segmento importante da história "francesa" do Renascimento, envolvendo a tentativa de assassinato do Almirante Coligny, foi cortado antes do lançamento do filme.

## Filmes relacionados
Para recuperar parte do investimento, posteriormente estrearam, em 1919, as longas-metragens "The Mother and the Law" (A mãe e a lei) e "The Fall of Babylon" (A queda de Babilónia), versões reeditadas das referidas sequências do Intolerância. Ambas longas-metragens representam-se pela primeira vez junto do filme original, meticulosamente restaurada a partir de um negativo e outras duas cópias em 35 mm.